# Christopher J. Turner
Christopher John Turner (né le 17 août 1933 et mort le 30 octobre 2014) a été gouverneur des Îles Turques-et-Caïques d'octobre 1982 à janvier 1987. Il a
par la suite servi de gouverneur de Montserrat de 1987 à 1990.

## Distinctions
- Ordre de l'Empire britannique à titre civil Commandeur (CBE).